# Срутване на козирката на жп гара Нови Сад
Срутването на козирката на жп гара Нови Сад е инцидент, който се случва около 11:50 часа на 1 ноември 2024 година. Загиват 14 души, включително едно шестгодишно дете, а трима души са тежко ранени. От идентифицираните жертви осем са граждани на Сърбия, а едно лице е от Северна Македония. Две седмици по-късно 15-и човек умира в болница, през март 2025 г. умира още един от тежко пострадалите, а състоянието на 23-годишна студентка остава много тежко. 

## Предистория
През 2021 година са обявени планове за реновиране и разширяване на гарата като част от усилията на сръбското правителство за ревитализация и модернизация на железопътната инфраструктура в страната, с въвеждането на високоскоростни влакове. Реконструкцията включва обновяване на релсите, изграждане на нова платформа и пълна реконструкция на основната сграда с добавени асансьори за хора с увреждания. Работите започват през септември 2021 година.
Реконструкцията е в рамките на мащабно споразумение между Китай, Сърбия и Унгария за пускане на бърза железопътна връзка между Белград и Будапеща. По нея работи китайският държавен консорциум CRIC&CCCC, който се състои от дружествата China Railway International Co. Ltd и China Communications Construction Company Ltd. Договорите не са публични.
Реновираната сграда на гарата е открита на 19 март 2022 година, с модернизирана линия за влакове, достигащи скорости до 200 km/h между Белград и Нови Сад.
Впоследствие е направен и нов ремонт. Реновираната гара е открита на 5 юли 2024 г. – пет месеца преди навесът ѝ да рухне върху хората.

## Инцидентът
На 1 ноември 2024 година, около 11:50 часа, козирката над главния вход на жп гарата в Нови Сад се срутва. В инцидента загиват 14 души, включително едно шестгодишно дете, а трима души са ранени. По-късно в болницата умира тежко пострадала жена. През март 2025 г. умира и 19-годишен тежко пострадал младеж и жертвите стават 16. Състоянието на хоспитализирана 23-годишна студентка остава много тежко.

## Реакции
Сръбското правителство обявява 2 ноември 2024 година за ден на национален траур, а в Нови Сад е обявен тридневен траур. Министър-председателят на Унгария Виктор Орбан изразява съболезнования към Сърбия и семействата на загиналите.
Инженерът Даниел Дашич заявява, че козирката се е срутила поради допълнителните стоманени конструкции със стъкло, които са монтирани по време на реконструкцията.  Длъжностни лица дават противоречива информация за това дали козирката е била част от ремонта. Първоначално властите отричат, китайските компании също. Експертите твърдят, че се е правил ремонт, и се появяват снимки, които предполагат, че все пак е извършена поне някаква работа по козирката.
Започват протести, като едно от исканията е за публично оповестяване на цялата документация по проекта за ремонта на гарата. Протестиращите искат и по-голяма прозрачност на големите инфраструктурни проекти в страната, предимно в партньорство с китайски държавни компании. Трагедията се превръща във фактор за по-широко недоволство от авторитарното управление на Сърбия.
Президентът на Сърбия Александър Вучич заявява, че иска както политическа, така и наказателна отговорност за инцидента.
След трагедията на 1 ноември 2024 г. в Сърбия почти ежедневно се провеждат протести срещу правителството. В края на ноември студентите започват да блокират университети и организират улични блокади. Под лозунга „Наше право е да знаем всичко“ настояват за обективно отразяване на демонстрациите. На 16 януари 2025 г. протестираща студентка е блъсната нарочно с кола и е в критично състояние; Вучич осъжда престъплението и заявява, че „два месеца и половина след трагедията в Нови Сад държавата си свърши работата“.
На 24 януари 2025 г. започва обща стачка срещу режима на Вучич. В градове в цяла Сърбия се провежда и акцията „15 минути мълчание“, в почит към 15-те жертви в Нови Сад. След смъртта през март 2025 г. на още един от тежко пострадалите, минутите мълчание стават 16.